# Celebration (canção)
"Celebration" é um single da banda Kool & the Gang lançado em 1980, presente no álbum Celebrate!.
Em 2021, a Biblioteca do Congresso escolheu "Celebration" para ser preservada no Registro Nacional de Gravações por ser "culturalmente, historicamente ou esteticamente significante".

## Presença em Boogie Oogie (2014)
34 anos após seu lançamento, "Celebration" foi incluída na trilha sonora da novela "Boogie Oogie" da TV Globo, exibida entre 2014/2015.

## Versão de Kylie Minogue
"Celebration" foi um single da cantora australiana Kylie Minogue em 1992, gravado em 1991 para seu quarto álbum de estúdio, Let's Get to It, só seria lançada no álbum seguinte Greatest Hits de 1992.